# Goodbye Charlie
Goodbye Charlie (bra: Um Amor do Outro Mundo; prt: Quando Ela Era Ele, ou Quando Ela Era Ele...) é um filme estadunidense de 1964, do gênero comédia fantástico-romântica, dirigido por Vincente Minnelli, com roteiro de Harry Kurnitz baseado na peça homônima de George Axelrod.

## Elenco
- Tony Curtis...George Tracy
- Debbie Reynolds...Charlie Sorrel / Charlene / Virginia Mason
- Pat Boone...Bruce Minton III
- Walter Matthau...Sir Leopold Sartori
- Joanna Barnes...Janie Highland
- Ellen Burstyn...Franny Salzman
- Laura Devon...Rusty Sartori
- Martin Gabel...Morton Craft
- Roger C. Carmel...Inspetor
- Harry Madden ...  Charles Sorel

## Sinopse
Assassinado por marido ciumento, homem volta à Terra no corpo de uma linda garota, porém conservando os hábitos masculinos.